# Desierto de Gales

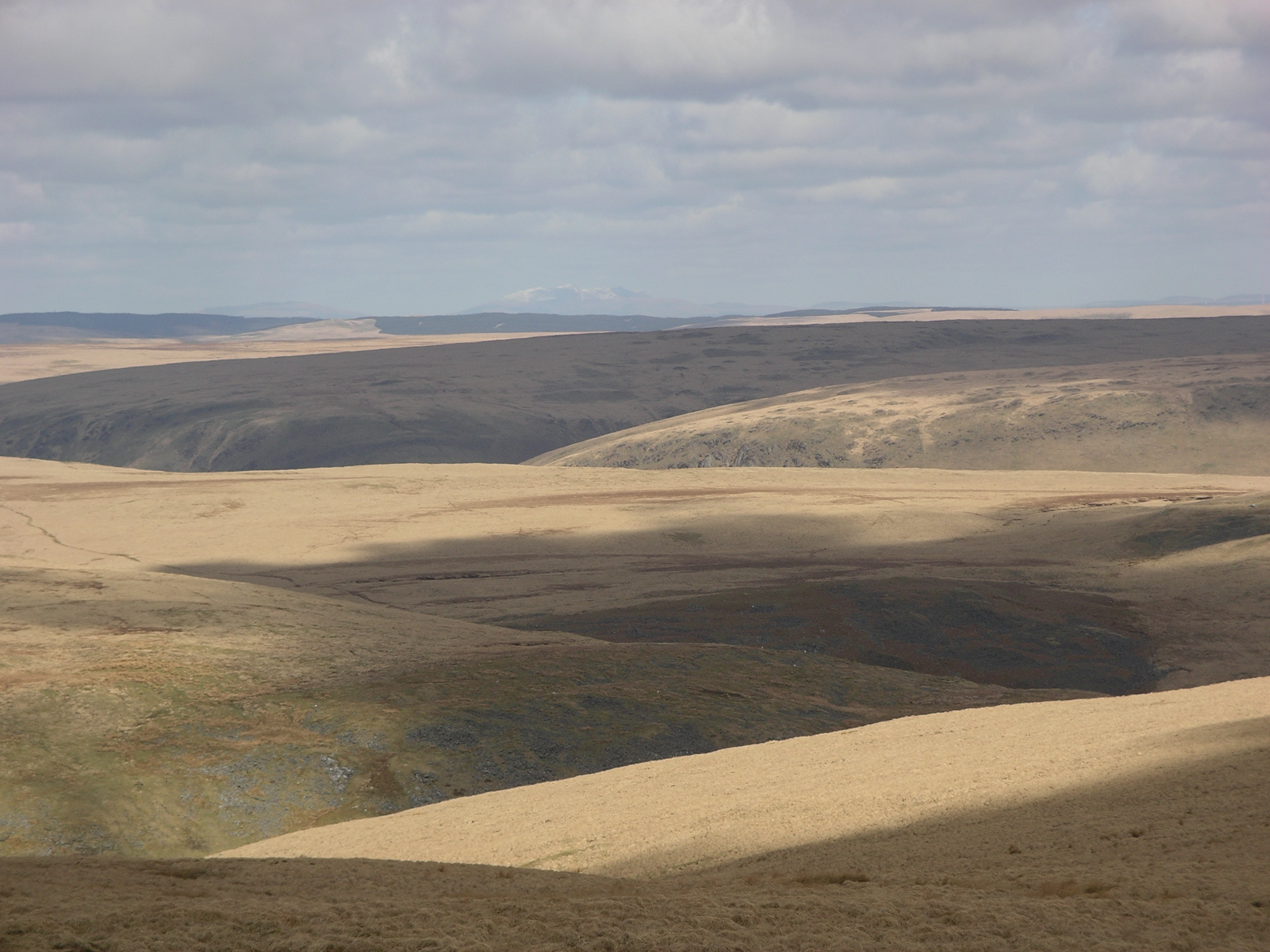
El desierto de Gales, visto desde Drygarn Fawr.

El desierto de Gales (en inglés: Desert of Wales), o desierto verde de Gales (Green Desert of Wales) es un área extensa en el centro de Gales, así llamada por su falta de carreteras y lugares habitados y su inaccesibilidad. El término fue acuñado en inglés por escritores viajeros ingleses en el siglo XIX, y no tiene equivalente en idioma galés. El área corresponde aproximadamente a la zona de tierras altas conocida en galés como Elenydd, y también se conoce localmente como los Montes Cámbricos.

## Extensión
En este caso, la palabra «desierto» tiene el sentido de área deshabitada (como en «isla desierta») y no el de desierto árido. El área tiene altas precipitaciones y gran parte de ella está cubierta por turba superpuesta por molinia y brezo, o por plantaciones de coníferas no autóctonas. El suelo tiende a ser ácido. No hay una definición exacta de la extensión del desierto, pero está limitado al este por la carretera A470 y el pueblo de Rhayader; y al oeste, por la A482 desde Llanwrda hasta Pumpsaint, y desde allí al norte por una serie de carreteras rurales hasta Tregaron. El límite septentrional comprende generalmente  la carretera A44 entre Ponterwyd y Llangurig, aunque las grandes extensiones de páramo al norte de esta carretera, incluyendo los embalses de Nant y Moch y Llyn Clywedog, tienen una topografía similar.

## Historia
El término Desert of Wales lleva utilizándose para describir esta área al menos desde 1860, cuando se escribió lo siguiente:

The locality we were now traversing is one of the most untamed and desolate in either division of the Principality; it has indeed with perfect truth been called the "great desert of Wales."  Vast sweeping ranges of hills with round tops, add to the dreary aspect of this nearly unpeopled region...
La localidad que estábamos atravesando ahora es una de las más salvajes y desoladas en cualquiera de las divisiones del Principado; se le ha llamado con perfecta verdad el «gran desierto de Gales». Vastas cadenas de colinas de cimas redondas añaden al aspecto lúgubre de esta región casi despoblada...

Los viajes se limitan a caminos estrechos, caminos forestales y senderos peatonales y ecuestres. Es un área poco poblada, que consiste principalmente en colinas redondeadas, desfiladeros y valles escarpados con bosques antiguos de robles nativos.

### Ruinas antiguas
Las ruinas de la abadía de Strata Florida se encuentran en la carretera proveniente desde Tregaron.

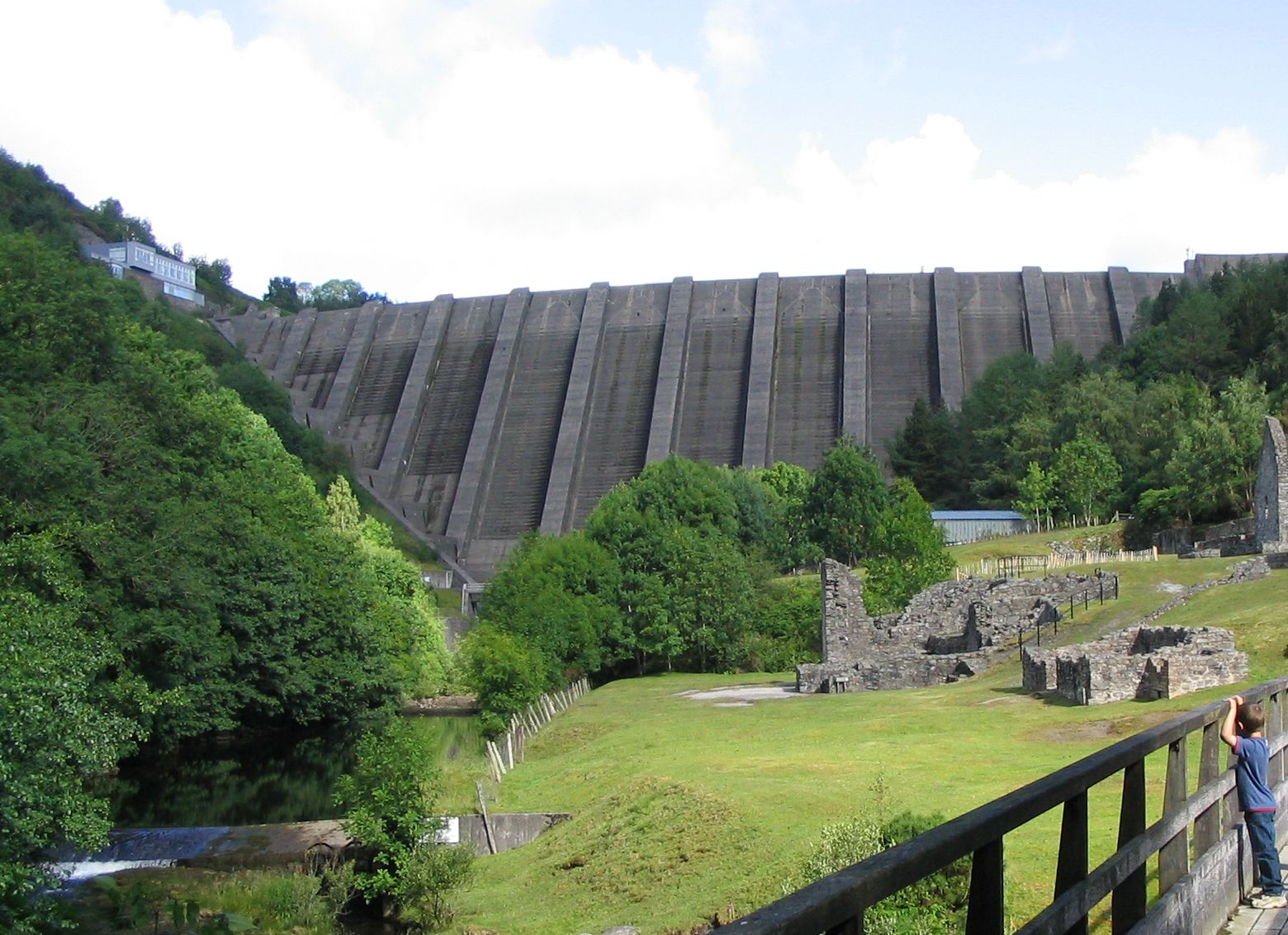
Embalse de Clywedog, visto desde abajo.

## Fauna
En el área vivieron los últimos milanos reales del Reino Unido hasta su reintroducción en los años 1980.

## Reservas hídricas
El área cuenta con numerosos lagos y embalses, algunos de los cuales suministran agua potable a las áreas habitadas del oeste de las Tierras Medias (el grupo de embalses del Valle de Elan), del norte de Ceredigion (embalses de Teifi) y a lo largo del valle del río Severn (Llyn Clywedog). Está drenada por los ríos Claerwen, Teifi, Cothi, Tywi, Irfon, Gwy, Ystwyth, Mynach y Rheidol, así como por el valle de Elan.